# 佐多忠充
佐多 忠充（さた ただみつ）は、安土桃山時代から江戸時代前期にかけての島津家家臣、薩摩藩士。佐多氏12代当主。

## 生涯
慶長4年（1599年）の庄内の乱には、幼少のため叔父・久英が陣代となって出兵した。翌慶長5年（1600年）の関ヶ原の戦いの際にも、一族の久朝が陣代となった。
慶長15年（1610年）、佐多氏の旧領知覧の領主となり、一族の久信を地頭代として知覧に派遣する。
寛永9年（1632年）11月12日没、享年45。